# Y Island
Y Island är en ö i Australien. Den ligger i delstaten Western Australia, omkring 1 100 kilometer norr om delstatshuvudstaden Perth. Arean är 0,27 kvadratkilometer. Den sträcker sig 0,6 kilometer i nord-sydlig riktning, och 0,7 kilometer i öst-västlig riktning.
Klimatförhållandena i området är arida. Genomsnittlig årsnederbörd är 309 millimeter. Den regnigaste månaden är januari, med i genomsnitt 91 mm nederbörd, och den torraste är augusti, med 1 mm nederbörd.